# فايد
فايد مدينة مصرية تتبع محافظة الإسماعيلية بجمهورية مصر العربية، وهي قاعدة مركز فايد.

## مقابر الكومنولث
في مدينة فايد مقبرة تدعى «مقبرة الكومنولث» تقع على مساحة 6 أفدنة ونصف تقريبا من المسطح الأخضر بها نحو 1,199 قبر متراصة وفق تاريخ الوفاة والديانة، وبها مقابر للمسلمين واليهود والمسيحيين والهندوس.